# Borolia rhabdophora
Borolia rhabdophora là một loài bướm đêm trong họ Noctuidae.